# Опилион
Вижте пояснителната страница за други личности с името Опилион.
Флавий Руфий Опилион (на латински: Flavius Rufius Opilio) е политик на Западната Римска империя през 5 век.
Опилион e magister officiorum през 449 и 450 г. През 450 г. става praefectus urbi на Рим и patricius. През 453 г. Опилион е консул заедно с Йохан Винкомал на Изток.